# Gonomyia (Teuchogonomyia) ithyphallus
Gonomyia (Teuchogonomyia) ithyphallus is een tweevleugelige uit de familie steltmuggen (Limoniidae). De soort komt voor in het Palearctisch gebied.